# Зачепа, Иван Иванович
Иван Иванович Зачепа (1900—1976) — генерал-майор государственной безопасности.

## Биография
Иван Зачепа родился 7 октября 1900 года в Харькове. Окончил десять классов школы. До революции работал экспедитором на Харьковском рафинадном заводе. В октябре 1919 года Зачепа пошёл на службу в Рабоче-крестьянскую Красную армию. В 1920 году окончил политические курсы при политотделе Юго-Западного фронта.
В октябре 1920 года Зачепа пошёл на службу в органы ВЧК. Начинал службу уполномоченным Краснолучского уездного политического бюро ЧК, затем стал помощником начальника Дебальцевского уездного политического бюро ЧК. В дальнейшем служил в различных территориальных подразделениях ГПУ в Украинской ССР. В 1930—1932 годах возглавлял Изяславский районный отдел ГПУ, в 1935—1936 годах — сначала Волочисский районный, а затем Бердичевский городской отделы НКВД СССР. После присоединения Западной Украины к СССР Зачепа был направлен сотрудником Луцкого городского управления НКВД СССР.
В 1939—1941 годах капитан государственной безопасности Иван Иванович Зачепа был назначен на должность начальника Управления НКВД-НКГБ СССР по Дрогобычской области. В апреле-июле 1941 года он возглавлял прифронтовую полосу Управления НКВД СССР по Сталинской области. В годы Великой Отечественной войны служил сначала в Управлении НКВД СССР по Саратовской области. С декабря 1942 года подполковник государственной безопасности Зачепа служил в Управлении НКВД-НКГБ СССР по Молотовской области. С декабря 1943 года он возглавлял это Управление.
9 июля 1945 года Зачепе было присвоено звание генерал-майора государственной безопасности. В мае 1948 года он был исключён из партии и снят со своей должности за «использование в корыстных целях служебного положения в период денежной реформы». В 1948—1952 годах Зачепа руководил отделом кадром комбината «Украинуглестрой», а в 1952—1955 годах — объединённым отрядом охраны того же комбината. В ноябре 1955 года он вышел на пенсию. Проживал в Киеве.
Умер 16 августа 1975 года, похоронен на Лукьяновском военном кладбище Киева.
Заслуженный работник НКВД СССР. Был также награждён орденами Ленина, Красного Знамени, Отечественной войны 2-й степени и Красной Звезды, рядом медалей.